# Vélo d'or
Le Vélo d'or est une récompense attribuée chaque année depuis 1992 par le magazine Vélo Magazine au meilleur cycliste de la saison. Le recordman de victoires est Alberto Contador avec 4 succès (en 2007, 2008, 2009 et 2014).
Le meilleur cycliste français de l'année toutes disciplines confondues est également récompensé par le Vélo d'or français.
Le Vélo d'or Espoirs récompensait entre 2010 et 2013 le meilleur coureur de moins de 26 ans de l'année.
Depuis 2022, le Vélo d'or Femmes est attribué. 
À partir de 2023, une cérémonie de remise des trophées est organisée en octobre au Pavillon Gabriel à Paris, et quatre autres récompenses sont décernées : le meilleur coureur de classiques, la meilleure coureuse de classiques, ainsi que les deux catégories suivantes prenant la suite du Vélo d'or français : meilleur(e) cycliste sur route français(e) et meilleur(e) cycliste français(e) hors route (piste, BMX, VTT).
En 2024, deux nouveaux trophées sont créés : le premier, le trophée Chris Hoy, vient récompenser le meilleur coureur ou la meilleure coureuse dans les disciplines olympiques, et le second concerne la catégorie handisport, avec le ou la meilleur(e) para-cycliste français(e) de la saison.

## Histoire
Le premier Vélo d'or est attribué à l'issue d'un classement mensuel établi par la rédaction du magazine.
Depuis 1993, c’est un jury international composé de journalistes spécialisés dans le cyclisme qui élisent le Vélo d'or de l'année. Inspiré du modèle du Ballon d'or, les journalistes peuvent aussi bien voter pour des femmes que des hommes.
En 2023, ce sont 36 journalistes qui élisent les Vélo d'or hommes et femmes (33 journalistes pour les trophées Eddy Merckx). Ils donnent un classement de cinq coureurs choisis dans une liste de dix finalistes, selon le barème suivant :
| Choix  | Premier | Deuxième | Troisième | Quatrième | Cinquième |
| ------ | ------- | -------- | --------- | --------- | --------- |
| Points | 5       | 4        | 3         | 2         | 1         |

## Palmarès Hommes

### Palmarès du Vélo d'or Hommes par année
| Année | Vainqueur              | Deuxième             | Troisième            |
| ----- | ---------------------- | -------------------- | -------------------- |
| 1992  | Miguel Indurain (1)    | Tony Rominger        | Claudio Chiappucci   |
| 1993  | Miguel Indurain (2)    | Maurizio Fondriest   | Tony Rominger        |
| 1994  | Tony Rominger          | Miguel Indurain      | Evgueni Berzin       |
| 1995  | Laurent Jalabert       | Miguel Indurain      | Abraham Olano        |
| 1996  | Johan Museeuw          | Bjarne Riis          | Alex Zülle           |
| 1997  | Jan Ullrich            | Laurent Jalabert     | Marco Pantani        |
| 1998  | Marco Pantani          | Michele Bartoli      | Lance Armstrong      |
| 1999  | Lance Armstrong        | Jan Ullrich          | Andreï Tchmil        |
| 2000  | Lance Armstrong        | Erik Zabel           | Jan Ullrich          |
| 2001  | Lance Armstrong        | Erik Zabel           | Erik Dekker          |
| 2002  | Mario Cipollini        | Lance Armstrong      | Paolo Bettini        |
| 2003  | Lance Armstrong        | Paolo Bettini        | Alexandre Vinokourov |
| 2004  | Lance Armstrong        | Damiano Cunego       | Óscar Freire         |
| 2005  | Tom Boonen             | Lance Armstrong      | Danilo Di Luca       |
| 2006  | Paolo Bettini          | Alejandro Valverde   | Fabian Cancellara    |
| 2007  | Alberto Contador (1)   | Fabian Cancellara    | Paolo Bettini        |
| 2008  | Alberto Contador (2)   | Fabian Cancellara    | Carlos Sastre        |
| 2009  | Alberto Contador (3)   | Mark Cavendish       | Fabian Cancellara    |
| 2010  | Fabian Cancellara      | Alberto Contador     | Andy Schleck         |
| 2011  | Philippe Gilbert       | Cadel Evans          | Mark Cavendish       |
| 2012  | Bradley Wiggins        | Tom Boonen           | Joaquim Rodríguez    |
| 2013  | Christopher Froome (1) | Vincenzo Nibali      | Peter Sagan          |
| 2014  | Alberto Contador (4)   | Vincenzo Nibali      | Alejandro Valverde   |
| 2015  | Christopher Froome (2) | Peter Sagan          | Fabio Aru            |
| 2016  | Peter Sagan            | Christopher Froome   | Nairo Quintana       |
| 2017  | Christopher Froome (3) | Tom Dumoulin         | Peter Sagan          |
| 2018  | Alejandro Valverde     | Geraint Thomas       | Julian Alaphilippe   |
| 2019  | Julian Alaphilippe     | Egan Bernal          | Primož Roglič        |
| 2020  | Primož Roglič          | Tadej Pogačar        | Wout van Aert        |
| 2021  | Tadej Pogačar (1)      | Primož Roglič        | Wout van Aert        |
| 2022  | Remco Evenepoel        | Wout van Aert        | Tadej Pogačar        |
| 2023  | Jonas Vingegaard       | Mathieu van der Poel | Tadej Pogačar        |
| 2024  | Tadej Pogačar (2)      | Remco Evenepoel      | Mathieu van der Poel |

| #   | Coureur              | Vainqueur | Deuxième | Troisième |
| --- | -------------------- | --------- | -------- | --------- |
| 1er | Alberto Contador     | 4         | 1        | 0         |
| 2e  | Christopher Froome   | 3         | 1        | 0         |
| 3e  | Miguel Indurain      | 2         | 2        | 0         |
| 4e  | Tadej Pogačar        | 2         | 1        | 2         |
| 5e  | Fabian Cancellara    | 1         | 2        | 2         |
| 6e  | Paolo Bettini        | 1         | 1        | 2         |
| 6e  | Peter Sagan          | 1         | 1        | 2         |
| 8e  | Tony Rominger        | 1         | 1        | 1         |
| 8e  | Jan Ullrich          | 1         | 1        | 1         |
| 8e  | Alejandro Valverde   | 1         | 1        | 1         |
| 8e  | Primož Roglič        | 1         | 1        | 1         |
| 12e | Laurent Jalabert     | 1         | 1        | 0         |
| 12e | Tom Boonen           | 1         | 1        | 0         |
| 12e | Remco Evenepoel      | 1         | 1        | 0         |
| 15e | Marco Pantani        | 1         | 0        | 1         |
| 15e | Julian Alaphilippe   | 1         | 0        | 1         |
| 17e | Johan Museeuw        | 1         | 0        | 0         |
| 17e | Mario Cipollini      | 1         | 0        | 0         |
| 17e | Philippe Gilbert     | 1         | 0        | 0         |
| 17e | Bradley Wiggins      | 1         | 0        | 0         |
| 17e | Jonas Vingegaard     | 1         | 0        | 0         |
| 22e | Erik Zabel           | 0         | 2        | 0         |
| 22e | Vincenzo Nibali      | 0         | 2        | 0         |
| 23e | Wout van Aert        | 0         | 1        | 2         |
| 24e | Mark Cavendish       | 0         | 1        | 1         |
| 24e | Mathieu van der Poel | 0         | 1        | 1         |
| 26e | Maurizio Fondriest   | 0         | 1        | 0         |
| 26e | Bjarne Riis          | 0         | 1        | 0         |
| 26e | Michele Bartoli      | 0         | 1        | 0         |
| 26e | Damiano Cunego       | 0         | 1        | 0         |
| 26e | Cadel Evans          | 0         | 1        | 0         |
| 26e | Tom Dumoulin         | 0         | 1        | 0         |
| 26e | Geraint Thomas       | 0         | 1        | 0         |
| 26e | Egan Bernal          | 0         | 1        | 0         |
| 34e | Claudio Chiappucci   | 0         | 0        | 1         |
| 34e | Evgueni Berzin       | 0         | 0        | 1         |
| 34e | Abraham Olano        | 0         | 0        | 1         |
| 34e | Alex Zülle           | 0         | 0        | 1         |
| 34e | Lance Armstrong      | 5         | 2        | 1         |
| 34e | Andreï Tchmil        | 0         | 0        | 1         |
| 34e | Erik Dekker          | 0         | 0        | 1         |
| 34e | Alexandre Vinokourov | 0         | 0        | 1         |
| 34e | Óscar Freire         | 0         | 0        | 1         |
| 34e | Danilo Di Luca       | 0         | 0        | 1         |
| 34e | Carlos Sastre        | 0         | 0        | 1         |
| 34e | Andy Schleck         | 0         | 0        | 1         |
| 34e | Joaquim Rodríguez    | 0         | 0        | 1         |
| 34e | Fabio Aru            | 0         | 0        | 1         |
| 34e | Nairo Quintana       | 0         | 0        | 1         |

| #   | Pays        | Vainqueur | Deuxième | Troisième |
| --- | ----------- | --------- | -------- | --------- |
| 1er | Espagne     | 7         | 4        | 5         |
| 2e  | Belgique    | 4         | 3        | 2         |
| 3e  | Royaume-Uni | 4         | 3        | 1         |
| 4e  | Italie      | 3         | 6        | 5         |
| 5e  | Slovénie    | 3         | 2        | 3         |
| 6e  | Suisse      | 2         | 3        | 5         |
| 7e  | France      | 2         | 1        | 1         |
| 8e  | Allemagne   | 1         | 3        | 1         |
| 9e  | Slovaquie   | 1         | 1        | 2         |
| 10e | Danemark    | 1         | 1        | 0         |
| 11e | Pays-Bas    | 0         | 2        | 2         |
| 12e | Colombie    | 0         | 1        | 1         |
| 13e | Australie   | 0         | 1        | 0         |
| 14e | Russie      | 0         | 0        | 1         |
| 14e | États-Unis  | 0         | 0        | 1         |
| 14e | Kazakhstan  | 0         | 0        | 1         |
| 14e | Luxembourg  | 0         | 0        | 1         |

### Palmarès du meilleur coureur de classiques par année: trophée Eddy Merckx
| Année | Vainqueur            | Deuxième             | Troisième        |
| ----- | -------------------- | -------------------- | ---------------- |
| 2023  | Mathieu van der Poel | Tadej Pogačar        | Remco Evenepoel  |
| 2024  | Tadej Pogačar        | Mathieu van der Poel | Jasper Philipsen |

## Palmarès Femmes

### Palmarès du Vélo d'or Femmes par année
| Année | Vainqueur            | Deuxième       | Troisième                                   |
| ----- | -------------------- | -------------- | ------------------------------------------- |
| 2022  | Annemiek van Vleuten | Lotte Kopecky  | Pauline Ferrand-Prévot Elisa Longo Borghini |
| 2023  | Demi Vollering       | Lotte Kopecky  | Annemiek van Vleuten                        |
| 2024  | Lotte Kopecky        | Demi Vollering | Katarzyna Niewiadoma                        |

| #   | Coureuse               | Vainqueur | Deuxième | Troisième |
| --- | ---------------------- | --------- | -------- | --------- |
| 1re | Lotte Kopecky          | 1         | 2        | 0         |
| 2e  | Demi Vollering         | 1         | 1        | 0         |
| 3e  | Annemiek van Vleuten   | 1         | 0        | 1         |
| 4e  | Pauline Ferrand-Prévot | 0         | 0        | 1         |
| 4e  | Elisa Longo Borghini   | 0         | 0        | 1         |
| 4e  | Katarzyna Niewiadoma   | 0         | 0        | 1         |

| #   | Pays     | Vainqueur | Deuxième | Troisième |
| --- | -------- | --------- | -------- | --------- |
| 1er | Pays-Bas | 2         | 1        | 1         |
| 2e  | Belgique | 1         | 2        | 0         |
| 3e  | France   | 0         | 0        | 1         |
| 3e  | Italie   | 0         | 0        | 1         |
| 3e  | Pologne  | 0         | 0        | 1         |

### Palmarès de la meilleure coureuse de classique par année: trophée Eddy Merckx
| Année | Vainqueur     | Deuxième       | Troisième      |
| ----- | ------------- | -------------- | -------------- |
| 2023  | Lotte Kopecky | Demi Vollering | Alison Jackson |
| 2024  | Lotte Kopecky |                |                |

## Palmarès mixte

### Palmarès du (de la) meilleur(e) coureur(se) dans les disciplines olympiques par année: trophée Chris Hoy
| Année | Vainqueur        | Deuxième | Troisième |
| ----- | ---------------- | -------- | --------- |
| 2024  | Harrie Lavreysen |          |           |

### Prix Gino Mäder
| Année | Vainqueur       | Deuxième | Troisième |
| ----- | --------------- | -------- | --------- |
| 2024  | Luis Ángel Maté |          |           |

## Palmarès du Vélo d'or Espoirs
De 2010 à 2013 inclus, il récompense le meilleur coureur de moins de 26 ans.
| Année | Vainqueur       | Deuxième             | Troisième          |
| ----- | --------------- | -------------------- | ------------------ |
| 2010  | Andy Schleck    | Vincenzo Nibali      | Mark Cavendish     |
| 2011  | Peter Sagan (1) | Edvald Boasson Hagen | Matthew Goss       |
| 2012  | Peter Sagan (2) | John Degenkolb       | Tejay van Garderen |
| 2013  | Nairo Quintana  | Peter Sagan          | Marcel Kittel      |

| #   | Coureur              | Vainqueur | Deuxième | Troisième |
| --- | -------------------- | --------- | -------- | --------- |
| 1er | Peter Sagan          | 2         | 1        | 0         |
| 2e  | Andy Schleck         | 1         | 0        | 0         |
| 2e  | Nairo Quintana       | 1         | 0        | 0         |
| 4e  | Vincenzo Nibali      | 0         | 1        | 0         |
| 4e  | Edvald Boasson Hagen | 0         | 1        | 0         |
| 4e  | John Degenkolb       | 0         | 1        | 0         |
| 7e  | Mark Cavendish       | 0         | 0        | 1         |
| 7e  | Matthew Goss         | 0         | 0        | 1         |
| 7e  | Tejay van Garderen   | 0         | 0        | 1         |
| 7e  | Marcel Kittel        | 0         | 0        | 1         |

| #   | Pays        | Vainqueur | Deuxième | Troisième |
| --- | ----------- | --------- | -------- | --------- |
| 1er | Slovaquie   | 2         | 1        | 0         |
| 2e  | Luxembourg  | 1         | 0        | 0         |
| 2e  | Colombie    | 1         | 0        | 0         |
| 4e  | Allemagne   | 0         | 1        | 1         |
| 5e  | Italie      | 0         | 1        | 0         |
| 5e  | Norvège     | 0         | 1        | 0         |
| 7e  | Royaume-Uni | 0         | 0        | 1         |
| 7e  | Australie   | 0         | 0        | 1         |
| 7e  | États-Unis  | 0         | 0        | 1         |

## Vélo d'or: récompenses françaises
Les récompenses françaises du Vélo d'or se trouvent sur la page Vélo d'or français (trophée Bernard Hinault, trophée Daniel Morelon et meilleur(e) para-cycliste français(e) de la saison).